# Gaster (huyện)
Huyện Gaster (tiếng Pháp: District du Gaster, tiếng Đức: Bezirk Gaster) là một huyện hành chính của Thụy Sĩ. Huyện này thuộc bang Bang Sankt Gallen. Huyện Gaster có diện tích 135 kilômét vuông, dân số theo thống kê của cục thống kê Thụy Sĩ năm 1999 là 12880 người. Trung tâm của huyện đóng ở Kaltbrunn. Mã của huyện là ?.